# Ivancea, Veliko Tărnovo
Ivancea (în bulgară Иванча) este un sat în comuna Polski Trămbeș, regiunea Veliko Tărnovo,  Bulgaria. 

## Demografie
Componența etnică a satului Ivancea
     Bulgari (94,83%)
     Nicio identificare (5,16%)
     Altele (0%)
La recensământul din 2011, populația satului Ivancea era de 465 locuitori. Din punct de vedere etnic, majoritatea locuitorilor (94,83%) erau bulgari. Pentru 5,16% din locuitori nu este cunoscută apartenența etnică.